# Діра-Церен
Діра-Церен (нім. Diera-Zehren) — сільська громада в Німеччині, розташована в землі Саксонія. Входить до складу району Майсен.
Площа — 43,20 км2. Населення становить 3206 ос. (станом на 31 грудня 2020).